# 最
路最（ろさい）は、衛氏朝鮮の国家運営にあたった4人の合議メンバー（朝鮮相路人、朝鮮相韓陰、尼谿相参、将軍王唊）の1人である路人の子。

## 概要
路最の父である路人は、姓を持っていることから、主人である朝鮮王衛右渠と同じく、中国からの亡命者（あるいはそのゆかりの人物）であった。紀元前109年から紀元前108年、前漢が衛氏朝鮮の討伐のため攻撃しかけると、4人の合議メンバーのうち、韓陰・路人・王唊の3人は、朝鮮王の衛右渠を残し即座に降伏した。翌年、抗戦していた参が刺客に衛右渠を殺させた。衛右渠殺害後も衛氏朝鮮の大臣らが抗戦したが、前漢はすでに降伏していた衛右渠の子衛長降と路人の子の路最を差し向けて大臣を殺させた上、降伏させた。路最は父の路人が降伏に赴く途中で死亡したため、前漢から優遇され、涅陽（でつよう）侯に封じられた。だが、後継ぎがいないため5年後に廃絶を迎えた。

## 家族
- 父：路人